# Nanna Muus Steffensenová
Nanna Muus Steffensenová (nepřechýleně Nanna Muus Steffensen; * 1985 nebo 1986, Fyn, Dánsko) je dánská novinářka, fotografka a korespondentka pro Blízký východ pro dánskou mediální společnost Danmarks Radio. Nanna Muus byla dříve korespondentkou a fotografkou na volné noze pro několik dánských a mezinárodních médií včetně The New York Times, BBC, National Geographic a The Guardian.

## Ceny a nominace
- Finalistka ocenění National Magazine Awards v kategorii "Best News and Entertainment Story" (2023)[4]
- Držitelka ceny Kristian Dahl Memorial Award za reportáž o Afghánistánu (2022)[5]